# Париски мир (1815)
Париски мир потписан је 20. новембра 1815. године након Наполеонове друге абдикације. Њиме су окончани Наполеонови ратови. 

## Увод
Фебруара исте године, Наполеон Бонапарта је побегао са острва Елбе и 20. марта ушао у Париз. Тиме је отпочео период тзв. Наполеонових сто дана или Рат седме коалиције. Рат је окончан поразом Наполеона у бици код Ватерлоа, након чега је принуђен да 22. јуна поново абдицира. Краљ Луј XVIII, који је побегао када се Наполеон вратио у Француску, поново је преузео власт 8. јула. 

## Споразум
Споразум је предвиђао теже услове по француску од Париског мира из претходне године. Француска је имала да плати ратну одштету од 700 милиона франака (у пет годишњих рата), а границе Француске сведене су на ниво из 1790. године. Делови Француске су у наредних пет година окупиране од стране 150.000 страних војника, а њихово одржавање стављено је Француској на терет. Међутим, окупаторске снаге коалиције, под командом Артура од Велингтона, задржале су се у Француској само три године. Истог дана по доношењу Париског мира, донета је и конвенција којом је Швајцарској призната неутралност. 
Француска је овим споразумом изгубила територије које је задобила у Француском револуционарном рату од 1790. до 1792. године. Додатним чланом осуђена је трговина робљем и држање робова.